# جاك لينز
جاك لينز هو ملحن كندي، ولد في 1949 في Eston, Saskatchewan ‏ في كندا.

## وصلات خارجية
- الموقع الرسمي
- جاك لينز على موقع IMDb (الإنجليزية)
- جاك لينز على موقع ميوزك برينز (الإنجليزية)
- جاك لينز على موقع أول ميوزيك (الإنجليزية)
- جاك لينز على موقع ديسكوغز (الإنجليزية)
- جاك لينز على موقع قاعدة بيانات الفيلم (الإنجليزية)